# Матица словачка
Матица словачка (Скраћени назив МС) је најстарија словачка национална културна и научна организација. Седиште Матице словачке је град Мартин као центар националне културе Словака у којем је 1863. године основана, а 1919. године реоснована Матица словачка. Матица словачка је правно лице. Своје организационе јединице оснива на територији Словачке Републике, као и у иностранству. Статус и делатност Матице словачке дефинише  Закон број 68/1997 Збирке закона о Матици словачкој са изменама и допунама закона,  као и Статут Матице словачке.

## Оријентација и мисија Матице словачке
Матица словачка је јавно-правна установа. Делује као национална, независна, нестраначка, надконфесионална, надресорна, научна и културна установа. Матица словачка имала је посебну улогу у процесу националног самоопредељења и заштите националних права, очувања идентитета и развоја културе словачког народа. Мисија Матице словачке у 21. веку је да систематски развија духовни, национални, културни и друштвени живот свих припадника словачког народа, као и припадника других заједница које живе на територији Словачке Републике. Матица словачка развија и јача национално-културни живот словачког народа, његову националну свест и образовни ниво, такође подстиче стварање и очување културног наслеђа и традиција. Успоставља сарадњу са припадницима народности које живе на територији Словачке Републике, као и са осталим народима у инострнству, са циљем упознавања и размене културних вредности. Матица словачка доприноси развоју словачке науке, културе, уметности и образовања и свих форми духовног и друштвеног живота, које јачају националну свест, посебно код словачке интелигенције, студената и омладине. Посебну сарадњу негује и развија са матицама словенских народа и матицама словачким које делују изван територије Словачке Републике.

## Циљеви Матице словачке
Главни циљеви које је држава одредила Матици словачкој, а који су дефинисани одредбама Закона о Матици словачкој, јесу: јачање словачког родољубља; јачање односа грађана према словачкој државности; вршење основних истраживања у словакистици; учествовање у развоју локалне и регионалне културе; деловање на омладину у духу националних, моралних и демократских вредности; повећавање националне свести Словака у вишејезичким срединама Словачке Републике; унапређивање односа међу културама грађана припадника националних мањина и етничких група на територији Словачке Републике и словачке националне културе; уједињавање стваралаца и приврженика словачке културе и науке у свету; пружање подршке промовисању Словачке Републике властитим информационим и културним центрима основаним у иностранству; развијање односа са европским и светским организацијама за питања културе, националног идентитета, духовног живота и очувања општих вредности човечанства; оснивање у Словачкој и у иностранству фондација и фондова за подршку националном и културном животу Словака, као и за награђивање најзнаменитијих појединаца из одређених области стваралаштва; сарадња са државним органима и са органима локалних самоуправа у циљу развоја културе и друштвеног живота; објављивање аутентичног словачког уметничког стваралаштва, научних дела, просветних и научно-популарних радова, публицистике и периодичне штампе; пропагирање словачке историје, културе и личности посредством аутентичних аудиовизуелних документарних дела, као и продуковање културног извештавања о властитом деловању путем електронских медија и интернет мрежа; сарадња у процесу израде уџбеника и школских текстова појединих предмета друштвених наука за основне и средње школе, а у складу са овлашћењем Министарства просвете Словачке Републике.

## Одељења Матице словачке
- Архив Матице словачке
- Чланска база Матице словачке
- Финансијско-економско одељење Матице словачке
- Информативни центар Матице словачке
- Музеј Словака у исељеништву Матице словачке
- Записници оснивачког састанка Матице словенска, 4. августа 1863Регионални центри Матице словачке (Домови Матице словачке и регионални центри Матице словачке)
- Изнајмљивање костима и ношњи Матице словачке
- Редакција Словачких националних новина
- Редакција часописа Словачки погледи
- Секретаријат председника и управника Матице словачке
- Словачки историјски завод Матице словачке
- Словачки књижевни завод Матице словачке
- Центар националних веза Матице словачке
- Техничко-инвестиционо одељење Матице словачке
- Научна централа Матице словачке
- Издаваштво Матице словачке

## Седишта Матице словачке

### Прва зграда Матице словачке
Изградња прве историјске зграде са седиштем Матице словачке, чији је назив и Национална водиља, започета је 1864. године према пројекту Карола Харера, уз допуне градитеља Јана Непомука Бобуле, коме је изградња била поверена. Камен темељац у центру града Мартин положен је 6. априла 1864. године, а свечаном полагању присуствовао је тадашњи вршилац дужности првог потпредседника Матице словачке, Карол Кузмањи, евангелички свештеник и суперинтендант. Делимично завршена зграда је свечано отворена 8. августа 1865. као Дом Матице словачке, а друга етапа изградње завршена је 1869. Угарско министарство унутрашњих послова у оквиру свеприсутне мађаризације немађарских народа 1875. године је обуставило рад Матице словачке, а њену укупну имовину, укључујући и зграду седишта, конфисковало је у корист угарске државе. У периоду од 1899. до 1900. зграда је дозидана и уједно прилагођена искључиво за административне потребе угарских државних уреда. Након реоснивања Матице словачке 1.1.1919. чехословачка влада је, путем Министарства овлашћеног за  управу Словачком, првобитно седиште вратила Матици. Овог пута у згради су своје седиште имали и чехословачки државни уреди, а својим капацитетом није била довољна за реализацију развојног плана матичне делатности. У августу 1919. родила се идеја о изградњи нове, веће и модерније матичне зграде, која је и остварена 1926. године, када је прва зграда престала да врши функцију седишта Матице словачке. Године 1963. проглашена је за споменик културе, а данас има статус националног споменика културе. Данас је у овој згради смештена стална поставка историје словачке књижевности, у њој се налазе изложбени простори, депои и стручна одељења Књижевног музеја Словачке националне библиотеке.

### Друга зграда Матице словачке[5]
Друга зграда (здање) Матице словачке данас је у функцији седишта Матице и налази се у улици Павла Мудроња у ширем центру града Мартин. Пројектовао ју је архитекта Јан Палкович, а извођачке радове спровео је градитељ Станислав Захар из места Врутки. Камен темељац положен је 13. августа 1924. године током августовских матичних свечаности. Градња је текла од јесени 1924. године до фебруара 1926. Свечано отварање зграде одржано је 29. августа 1926. године. На платоу испред зграде откривен је споменик познатом словачком писцу и родољубу Светозару Хурбану Вајанском. Године 1965. на том месту постављена је алегоријска статуа Матице словачке академског вајара Јана Кулиха, док је споменик Светозару Хурбану Вајанском премештен и постављен испред прве зграде Матице словачке. Друга зграда Матице словачке, на основу својих архитектонских карактеристика, припада репрезентативним грађевинским делима града Мартина. Карактеристичне одлике зграде, као што су високи стубови, портикус, тимпанони и строга симетрија, зграду сврставају у дела неокласичне архитектуре. Због њеног целодруштвеног значаја 1963. године проглашена је за споменик културе, а од 2002. године је народни споменик културе. Ово звање, поред административног дела зграде, односи се и на помоћне зграде, баштенски парк и спомен-плочу посвећену четрдесетосморици мучки убијених учесника Словачког народног устанка 1944. године. У Парку св. Ћирила и Методија налази се репрезентативни пантеон биста значајних народних и матичних прегалаца. Прва биста откривена је 2. октобра 2012. године поводом 250. годишњице рођења кодификатора књижевног словачког језика Антона Бернолака. У ареалу је до краја 2020. године откривено укупно четрнаест биста народних прегалаца и то следећим редом:
- 2. октобра 2012 – кодификатор књижевног језика Антон Бернолак;
- 2. августа 2013 – први председник Матице словачке Шћефан Мојзес, први потпредседник Матице словачке Карол Кузмањи и почасни председник Матице словачке Јан Францисци;
- 1. августа 2014 – водећи представник националног покрета прве половине 20. века и члан одбора Матице словачке Андреј Хлинка;
- 7. августа 2015 – водећи представник словачког народног покрета у 19. веку и кодификатор књижевног словачког језика Људовит Штур и управник Матице словачке и писац Јозеф Цигер Хронски;
- 17. августа 2015 – писац и народни прегалац Светозар Хурбан Вајански и оснивач Словачке лиге у Америци Шћефан Фурдек;
- 11. августа 2017 – први председник Словачке народне скупштине Јозеф Милослав Хурбан и оснивач Матице словачке и Удружења св. Војтеха Андреј Људовит Радлински;
- 30. октобра 2018 – председник Матице словачке, Словачке народне странке и Словачке народне скупштине Матуш Дула;
- 4. августа 2019 – председник Матице словачке, први председник и први генерални надзорник Словачке евангеличке а.в. цркве Јан Ванович;
- 23. септембра 2020 – доживотни управник Матице словачке Јозеф Шкултети

### Трећа зграда Матице словачке
Свечано полагање камена темељца за нову, трећу зграду Матице словачке, која се налази на Хостихору, одржано је у склопу велике прославе стогодишњице Матице словачке 4. августа 1963. године. На коришћење је предата 31. августа 1975. године, те је трећа матична зграда постала ново модерно и вишефункционално седиште Матице. Након ступања на снагу новог закона о библиотекама бр. 183 у мају 2000. године, Словачка национална библиотека одвојена је од Матице словачке, као њене матичне институције, и од 1. јула 2000. постала је самостални правни субјекат са седиштем на Хостихору. Парадоксално, на основу закона из матичне структуре издвојена је, осим треће, и прва историјска зграда Матице словачке. Трећа је постала седиште Словачке националне бибиотеке, а матично седиште се вратило у другу матичну зграду.

## Из историје Матице словачке – календаријум[6]
О потреби оснивања Матице словачке први пут помиње Павел Јозеф Шафаржик у писму Јану Колару 1827. године, као одговор на недавно основану Матицу србску, која је као прва словенска матица основана годину дана раније (1826). Од 1831. постоји Матице чешка, што је Словацима дало конкретну представу о томе како би Матице могле да изгледају. 
- 1861

У време 6–7. јуна на Словачкој народној скупштини у Мартину, у политичком програму познатом под називом Меморандум народа словачког, формулисан је захтев за оснивање словачког културног друштва. Оснивањем друштва Стални народни одбор је поверио Привремени одбор Матице словачке, који је извршио све организационе кораке који воде ка оснивању, сачинио је први матични Статут и био је заслужан за добијање дозволе на царском двору у Бечу.
- 1863

На оснивачкој 1. генералној скупштини 4. августа у Мартину, која је одржана у оквиру прославе хиљадугодишњице доласка словенских апостола св. Ћирила и Методија, настала је Матица словачка. Њен циљ, у духу националних и хришћанских идеја, био је да „код чланова словачког народа моралну и умну образованост буди, шири и утврђује; да словачку књижевност и лепе уметности негује и подржава, и тиме и материјалну добробит словачкога народа подстиче, и на њеном унапређивању ради”. За председника Матице словачке одабран је католички бискуп из Банске Бистрице, Шћефан Мојзес, а за првог вршиоца функције потпредседника одабран је евангелички суперинтендант Карол Кузмањи. У првом матичном одбору активно су радили најзначајнији представници словачког народа, као што су: Јозеф Милослав Хурбан, Михал Милослав Хоџа, Јан Францисци, Шћефан Марко Дакснер, Вилијам Паулињи-Тот, Адолф Добрјански и други.
- Меморандум словачке нације1864

Одлуком 2. генералне скупштине Матица словачка је за штампу свих матичних публикација и докумената усвојила норматив књижевног језика по Људевиту Штуру (у складу са реформом Мартина Хатале), а као писмо латиницу.
- 1865

Национална водиља, прва зграда Матице словачке у Мартину, свечано је отворена 8. августа у оквиру 3. генералне скупштине. Њена изградња финансирана је из свенародних новчаних збирки.
- 1866

Аустријски цар Франћишек Јозеф I примио је у Бечу матичну делегацију, коју је предводио Вилијам Паулињи-Тот, која је владару у име Матице словачке и словачког народа исказала оданост након губитка аустријско-пруског рата. Предали су му и сведочанство о члану оснивачу Матице словачке, које је владар примио.
- 1869

У Мартину је 3. марта основано Штампарско деоничарско друштво, које је као примарни циљ имало залагање за стварање добрих услова за издавање словачке и матичне штампе и уопште добрих услова за штампарску делатност. У Светом крижу (данас Жјар над Хроном) на празник Св. Ћирила и Методија преминуо је први председник Матице словачке и банскобистрички бискуп Шћефан Мојзес (рођен 24. октобра 1797. године).
- 1873

Потпредседник Матице словачке Вилијам Паулињи-Тот, и њен секретар Франћишек Вићазослав Сасинек реаговали су у апологетичном спису Pro memoria Матице словачке, који је штампало Штампарско деоничарско друштво, а насловљено је било на угарског премијера Јожефа Славија, на нападе против матичног покрета од стране мађарске шовинистички настројене политике и штампе.
- 1875

Угарска влада је 12. новембра обуставила делатност Матице словачке. Одузела јој је укупну имовину, а финансијска средства Матице словачке је касније (1885. године) проследила ренегатском Угарско-крајинском словачком образовном друштву (МТКЕ), које је радило на мађаризацији Словака. Збирке је проследила жупанијским музејима. Матица словачка је у периоду од 1863–1875. године реализовала велику сакупљачку, издавачку, просветну и научну делатност. Похрањивала је архивске, библиотечке и музејске збирке. Објавила је 82 тома књига, од тога 12 годишњака првог словачког научног часописа Летопис Матице словачке.
Словачким научницима и студентима давала је стипендије, успостављала је домаће и иностране контакте са словачким културним институцијама и матицама, као што је била Матица српска (1826), Матица чешка (1831), Матица илирска (1842), Матица лужичко-српска (1847), Матица халичко-руска (1848), Матица моравска (1849) и Матица словеначка (1864). Узастопни покушаји за обнављање делатности Матице словачке након њеног затварања у новембру 1875. били су неуспешни. Ипак, ове делатности настављала су културна друштва, која су имала свенародну покривеност, особито Живена (1869), Штампарско деоничарско друштво (1869), Друштво св. Војћеха (1870), Словачко певачко друштво (1872) и Музејско словачко друштво (1893).
- 1893

Активиста међу Словацима у иностранству и римокатолички свештеник, Шћефан Фурдек, основао је у Чикагу (Илиноја, САД) Матицу словачку у Америци. Захваљујући њему, развијала су се словачка културна и црквена друштва и школе у Сједињеним Америчким Државама. Фурдек је био и први председник Словачке лиге у Америци (1907), кровне организације друштава америчких Словака.
- 1919

Након настанка Чехословачке Републике министар са пуним овлашћењем за управљање  Словачком, Вавро Шробар, објавио је 1. јануара Декрет о обнови делатности Матице словачке. До реоснивања организације дошло је 5. августа у Мартину. За председнике били су именовани Павол Орсаг Хвиездослав, Франћишек Рихард Освалд, Матуш Дула (председник Словачке народне скупштине 1918–1919) и Вавро Шробар, за матичне управнике били су именовани Јозеф Шкултети и Јарослав Влчек. Матица се надовезала на своју научну, просветну, сакупљачку и издавачку делатност. Чланско језгро почело је да се организује по својим месним одборима Матице словачке. Историјски први месни одбор Матице словачке настао је 2. новембра у Мартину. До краја године, у периоду од два месеца, у Словачкој је основано укупно девет месних одбора Матице словачке.
- 1920

На 2. генералној скупштини Матице словачке 25. августа 1920. основани су научни одбори Матице словачке. Међу првима били су Историјски, Језички и Етнолошки одбор. Касније су настали и Уметнички (1921), Књижевноисторијски (1922), Педагошки (1926), Географски (1927), Филозофски (1941) и Социолошки одбор (1944).
- 1922

Матица словачка преузела је руководство у објављивању најстаријег словачког и европског културног часописа Словачки погледи, који је покренуо Јозеф Милан Хурбан 1846. године, а обновили Светозар Хурбан Вајански и Јозеф Шкултети 1881. године. На иницијативу Матице словачке у Мартину је основан Центар словачких аматерских позоришта.
- 1926

Дана 29. августа свечано је отворена нова, друга зграда Матице словачке у Мартину. Овом свечаном догађају присуствовало је 15–20 хиљада људи. По свом архитектонском стилу ова зграда се убраја у репрезентативне архитектонске објекте града Мартина. Зграда је заштићена као споменик културе, а данас је у служби седишта Матице словачке.
- 1932

Генерална скупштина, одржана 12. маја, у знатној мери је утицала на даље деловање Матице словачке, посебно у вези са прихватањем Правила словачког правописа. Фокусирала се на национални програм, појачала научну и развила богату издавачку делатност.
- 1940

Министарство образовања и народне просвете у Братислави је 12. фебруара одобрило нова Правила словачког правописа без тенденција чехизама, која је припремила и објавила Матица словачка и њен Лингвистички одбор (уредник Антон Августин Бањик). На Генералној скупштини Матице словачке у Прешову 12. маја Јозеф Шкултети је постао доживотни почасни управник Матице. За новог управника Матице словачке именован је Јозеф Цигер Хронски, за секретаре Јан Мартак, Станислав Мечјар и Јозеф Цинцик. Управа Матице словачке одбацила је предлог Скупштине да се чланство у Матици аутоматски одрази и на политичко чланство у Хлинковој словачкој народној странци.
- 1941

На иницијативу Матице словачке 1. маја у Мартину је основано друштво Словачка народна библиотека. У главне циљеве овог друштва уврштено је прибављање и чување штампаних издања везаних за Словаке и Словачку.
- 1943

На основу овлашћења матичног одбора у Мартину је основано деоничарско друштво „Неографија” као једно од најмодернијих штампарских предузећа у Европи.
- 1944

Дана 29. августа 1944. почео је Словачки народни устанак као један од најзначајнијих оружаних отпора у нацистичком Немачком окупираној Европи. У акције отпора укључиле су се на хиљаде чланова и функционера Матице словачке, између осталих и Јан Мартак, Јулиус Барч-Иван, Александар Хирнер, Франћишек Октавец, Вавро Шробар, Лацо Новомески, те Владимир Минач, Роман Калиски, као и Ева Кристинова.
- 1945

Матицу словачку у Мартину 25. јануара напустили су многи њени истакнути радници и функционери: Јозеф Цигер Хронски (управник), Франћишек Хрушовски (секретар научних одбора), Станислав Мечјар, Јозеф Цинцик (обоје секретари) и референти Коломан Гералдини, Дезидер Нагел, Јан Окаљ и Јозеф Кобела, који су се изјашњавали позитивно према режиму Словачке Републике из 1939–1945. Касније су доживотно остали у словачком исељеништву. Њихова имена требала су бити избрисана не само из матичне традиције, већ и из колективне свести читавог народа. На основу одлуке Повереништва Словачке народне скупштине за образовање и просвету од 11. априла привремену управу Матицом словачком преузео је Јан Мартак. На генералном заседању у августу 1945. у Мартину за нове председнике Матице именовани су Лацо Новомески и Јура Хронец.
- 1948

Комунистички режим национализовао је матично издавачко предузеће „Неографија”. У периоду од 1949. до 1953. политички органи постепено су од Матице преузели научну делатност, распустили су чланску заједницу и институцију редуковали на центар за просветне делатности. Дотадашњу научну делатност преузели су поједини институти Словачке академије наука и уметности у Братислави.
- 1954

Словачка народна скупштина у априлу је донела закон о Матици словачкој на основу којег је, у супротности са мисијом и историјским статусом Матице, организација национализована, а њену централу спојила је са Словачком националном библиотеком. Матица словачка је као таква почела да врши задатке националне библиотеке и библиотечког института.
- 1958

Комунистички режим инсценирао је процес против уређивача лексикографског дела – Национална енциклопедија, тачније према члановима Матице Александру Хирнеру, Јану Олекси, Јозефу Телгарском, Франћишку Октавцу, које је осудио на вишегодишњу робију. У вези са овим монструозним процесом, страначким проверама и другим политичким ударцима усмереним против Матице словачке, многи радници су били приморани да је напусте, урадио је то чак и матични управник Јан Мартак.
- 1959

С обзиром на битна ограничавања слободе Матице словачке у домовини, у аргентинском граду Буенос Аиресу основана је Исељеничка Матица словачка, на челу са председником Јозефом Цигером Хронским.
- 1963

Матица словачка је своју стогодишњицу прославила великом свечаношћу у релаксираној политичкој ситуацији. Матица словачка добила је највише државно одликовање Орден Републике, које јој је уделио тадашњи највиши државни и страначки представник Александар Дубчек. Дана 4. августа положен је камен темељац треће зграде Матице словачке у Мартину на Хостихору.
- 1968

Политичка релаксација друштву је донела наду у оживотворење првобитне мисије и делатности Матице словачке, укључујући и поновно обнављање њеног чланства и развоја бриге о Словацима у исељеништву. Ово обећавајуће раздобље трајало је кратко и престало је 21. августа након окупације Чехословачке од стране војске Варшавског пакта и трајало је и у периоду нормализације. Из Матице словачке је из политичких разлога за време тзв. нормализације отказ добило више радника (Томаш Винклер, Иван Кадлечик, Павол Хруз, Јарослав Резњик ст. и други), као и функционера (Имрих Седлак).
- 1973

Словачка народна скупштина усвојила је 20. децембра закон о Матици словачкој, који је ову организацију делимично вратио у период од пре двадесет година. Чланска база била је значајно ослабљена, са радом је наставио само мали број одбора, делатност Матице се поновно фокусирала пре свега на библиотечку делатност, библиографије, књижевно-музејску и архивску делатност. У периоду од 1974, па до 1990. године, за време ере социјалистичке културе, функцију председника Матице словачке вршио је прозаик, публициста и политички чинилац Владимир Минач, који има велике заслуге за развој научне делатности у Матици словачкој у поменутом периоду.
За време Миначевог мандата у Матици словенској, изградња Словачке националне библиотеке је значајно напредовала, где је развијен њен фонд, библиографија, компјутеризација и процес аутоматизације. Институционална компонента Матице словенске испуњавала је функцију Словачке националне библиотеке, а истовремено је методички управљала окружним библиотекама широм Словачке.
Његовом заслугом 1974. године, прва историјска зграда у центру Мартина, где је основан Словачки национални књижевни музеј, враћена је управи Матице словачке. Почело је да гради своју сталну поставку словачке књижевности од времена Велике Моравске до 20. века и издало збирку Литерарномузејны летопис. Владимир Минач је такође допринео реновирању и поновној изградњи Књижевног музеја Александра Сергејевича Пушкина који је основан у комплексу вила у Броџању код Партизанског. За време његовог председниковања у периоду 1974-1989, број стручних радника Матице словачке се утростручио и попео се на око 500 запослених. У Мартину на Хостихору је 30. августа отворена нова, великодушно пројектована зграда Матице словенске, дело архитеката Душана Кузме и Антона Цимермана.
- 1975

30. августа у Мартину на Хостихору отворена је нова, велелепно конципирана, трећа зграда Матице словачке, дело архитеката Душана Кузме и Антона Цимермана. Зграду је свечано отворио народни уметник и тадашњи председник Матице словачке Владимир Минач.
- 1990

Министар културе 20. јануара распушта руководство Матице словачке на челу са Владимиром Миначем, а за привремену управу именује председника Вилијама Груску и управника Имриха Седлака. Многи бивши радници, чланови и приврженици се враћају Матици словачкој. У време од 10–11. августа одржана је реоснивајућа генерална скупштина Матице словачке у Мартину. Генерална скупштина је на место председника Матице именовала Јозефа Маркуша.
- 1991

Словачка народна скупштина је 26. јула усвојила нови закон о Матици словачкој, који је омогућио постепени повратак од државом управљане институције до независне установе. Значајно се развија и потенцира делатност одбора Матице словачке и са циљем подршке ниче мрежа инцтитуционалних одељења.
- 1992

Матица словачка у сарадњи са Светским конгресом Словака по први пут организује сусрет младих Словака из целог света под називом Светски фестивал словачке омладине. Одржан је у периоду од 12. до 19. јула у Мартину. Матични фестивал организовала је Матица словачка периодично сваке треће године.
- 1993

Настанак самосталне Словачке Републике уједно је завршетак вишедеценијске борбе Матице словачке за словачки национални идентитет. Постепено долази до остварења теза Националног програма Матице словачке, конципираних од 1991. до 1992. године. Матици словачкој је враћена штампарија „Неографија”, национализована од стране тоталитарног режима, часопис Словачки погледи, као и поједини национализовани матични домови.
- 1997

Закон донет 13. фебруара, који је усвојила Народна скупштина Словачке Републике, Матицу словачку одређује за јавноправну установу, при чему уз своје историјске улоге она добија и друге државне улоге. Дана 17. јула у Мартину је започела Светска година Словака.
- 2000

Народна скупштина Словачке Републике усвојила је закон о библиотекама број 183/2000, који је, изузевши Матицу словачку при његовом доношењу, припремио министар културе Милан Књажко. Закон се у негативном смислу дотакао и делатности Матице словачке. Матица је морала да напусти зграду у којој је имала седиште у Мартину на Хостихору, али и историјски прву зграду – обе су припале под надлежност Словачке националне библиотеке.
- 2001

Генерална скупштина Матице словачке (16. до 17. новембра) у Мартину протекла је у напетој атмосфери, која је настала због усвајања Закона о библиотечкој делатности на основу којег је Матица словачка изузета из Словачке националне библиотеке.
- 2004

Генерална скупштина Матице словачке у Спишској Новој Веси усвојила је Програмске захтеве за период од 2004. до 2007. године са изгледима до 2010. године, као и Меморандум Словака у домовини и у иностранству.
- 2007

Матица словачка организовала је 1. европски конгрес Матица словенских народа, на којем су узели учешће представници свих позваних држава (Чешка, Хрватска, Немачка, Словенија, Србија, Украјина), у којима делују национална матична друштва.
- 2008

Историјски прво заседање владе Словачке Републике уз учешће највиших статутарних представника и председника Матице словачке одржано је 2. јануара поводом 15. годишњице настанка Словачке Републике у згради у којој се налази седиште Матице словачке у улици Павла Мудроња у Мартину.
- 2009

У оквиру Мартинских матичних свечаности отворена је Година Јозефа Цигера Хронског (август 2009. до јула 2010), а поводом 50. годишњице настанка Матице словачке у исељеништву и 50. годишњице смрти Јозефа Цигера Хронског.
- 2010

Матица словачка, у сарадњи са Њитрјанским самоуправним регионом, градом Њитра и другим градовима и местима, у периоду од 1. до 5. јула организовала је 11. по реду Матични светски фестивал словачке омладине. У новембру је Генерална скупштина Матице словачке у Мартину изабрала новог председника Матице Марјана Ткача, који је заменио Јозефа Маркуша – контроверзног председника, који је ову функцију вршио двадесет година.
- 2013

У Мартину је 1. августа 2013. одржан 2. европски конгрес матица словенских народа, на којем су учешће узели представници Матице словачке, Матице шлеске, Матице словеначке, Матице буњевачке, Матице чешке, Матице црногорске, Матице сербске (Матице лужичко-српске), Матице словачке у Закарпатју, Савеза Словака у Хрватској, Матице словачке у Србији и Форума словенских култура из Словеније. У Меморандуму Конгреса се констатује: „Интензивираћемо своје културно деловање у оквиру националних култура и уважаваћемо вредности мењинских и регионалних култура, јер је игнорисање истих у крајњем случају осиромашење богатства и различитости људског духа, који у својим најразличитијим аспектима штите све културе и језици света”. У времену од 1. до 4. августа у Мартину су одржане Националне матичне свечаности, као највећи догађај у оквиру обележавања 150. година од оснивања Матице словачке. Свечано је отворен Парк св. Ћирила и Методија, који се налази у оквиру зграде седишта Матице словачке, откривен је споменик св. Ћирилу и Методију, као и бисте Шћефану Мојзесу, Каролу Кузмањију и Јану Францисцију.
- 2015

У години посвећеној Људовиту Штуру Матица словачка је реализовала укупно 86 догађаја у Словачкој, који су били повећени великану Људовиту Штуру, укључујући и  три научне конференције.
- 2017

На генералној скупштини Матице словачке у Љиптовском Микулашу у новембру за новог председника установе именован је, по годинама историјски најмлађи председник установе, Маријан Гешпер. Дошло је до генерацијске смене, као и до доласка нових младих представника Матице.
- 2018

Матица словачка прогласила је 2018. годину Годином словачке државности. Јавности је представила историјски пут Словака до самостлане и демократске Словачке Републике и обележила јубилеје личности и догађаја без којих Словаци не би постали еманципован и независтан народ властите државности. Матица словачка организовала је серију тематских догађаја са циљем обележавања 100. годишњице потписивања Декларације словачког народа и настанка прве Чехословачке Републике 1918. године. Настао је и нови часопис за матични покрет Глас Матице. Његово оснивање представљало је испуњавање једног од дугогодишњих захтева месних одбора и чланске базе Матице словачке. Матица је открила бисту председника Матице словачке Матуша Дуле.
- 2019

Матица словачка обележила је стогодишњицу реоснивања и том приликом фокусирала се на научна истраживања из прве половине 20. века, као и на историјски прве месне одборе основане 1919. године у Мартину, Љиптовском Микулашу, Ружомберку, Кошицама, Тренчину, Зволену, Брезну, Банској Бистрици и Ужгороду. У Мартину је у периоду од 5–6. јуна одржан 4. Конгрес матица и институција словенских народа (3. Конгрес словенских матица одржан је у Словенији 4. фебруара 2014. године). ИВ. Конгрес мајки словенских народа и институција, који је организовала Матица Словак поводом 100 година од ревитализације Матице Словачке, повезан је са објављивањем меморијалног Конгреса мајки словенских народа и институција.
Дана 12. октобра састало се 364 делегата на заседању Матице словачке у Љиптовском Микулашу. На заседању је усвојен ревидиран Статут Матице словачке и Програм Матице словачке за период од 2019. до 2021. године са изгедима до 2025. године.
Светско првенство је ове године открило бисту председника Матице словачке Јана Вановича.
- 2020 - 2024

Матица словачка прогласила је 2020. годину Годином националног идентитета у смислу интензивне подршке и ширења словачког националног идентитета и развоја словачке државности. Објављена су прва два броја новог стручног часописа Матице словачке Словачка – Национални спектар. Часопис излази два пута годишње. У седишту институције обновљен је рад Библиотеке Матице словачке и започет је њен систематски развој. Иако је од именовања новог председника Матице словачке Маријана Гешпера 2017. године реализован низ позитивних промена у овој институцији, након најновијих парламентарних избора у Словачкој 2020. године започето је ново министарско, административно и медијско деградирање Матице словачке. Ове политичке и идеолошки мотивисане тенденције и интервенције против традиционализма, националних и хришћанских идеала, који оличавају матични покрет, кулминирале су историјски најнижом државном финансијском подршком рада Матице словачке за 2021. годину
- 2021

Матица словачка је 2021. прогласила Годином Александра Дубчека и открила његову бисту у Алеји народних уметника у Мартину.
Маријан Гешпер, који је освојио 213 гласова, поново постаје новоизабрани председник, док је Штефан Мартинкович освојио 88 гласова.
Она је 2021. године, поред Александра Дубчека, обележила и стогодишњицу рођења Штефана Болеслава Романа, канадског индустријалца и првог председника Светског конгреса Словака, коме је открила историјски прву бисту у Словачкој, а 190. годишњицу Источнословачког сељачког устанка Матица словачка обележила је низом догађаја и активности широм Словачке.
Матица словачка обележила је око 160 година од доношења важног еманципаторско-политичког документа, Меморандума словачког народа.
После кодификационог приручника Кратки речник словачког језика, у издању Издавачке куће Матице словачке изашло је још једно значајно лингвистичко дело Савремени документарни језик. Матица словачка је 2021. прогласила Годином Александра Дубчека и открила његову бисту у Алеји народних уметника у Мартину. 
- 2022

Матица словачка је 2022. годину прогласила за ГОДИНУ ЗАДОВОЉСТВА ШТУРОВИЋА и овом приликом припремила и учествовала у низу свечаних, културних, образовних, образовних и туристичких манифестација, отварања и изложби, научних конференција, откривања спомен соба, спомен-плоча. , бисте, објављивање научних и научно-популарних чланака, научно-популарних брошура као и припрема документарних филмова.
Биста Штефана Марека Дакснера откривена је у Мартинској Алеји народних уметника, у Римавској Соботи, биста Владимира Минача је откривена у Алеји народних уметника поводом стогодишњице.
Матица Словачка уручила је Специјалну награду ИН МЕМОРИАМ Роману Калиском и организовала комеморативни колоквијум поводом његове стогодишњице.[Заједно са Савезом антифашистичких бораца, Матица словачка је уручила награде и другим значајним личностима словачке културе.
Септембра 2022. године, након свесловачке конференције Наслеђе Штуровске генерације, свечано је отворена Матице словачка библиотека.
Матица словачка је у октобру 2022. године обележила 260. годишњицу рођења Антона Бернолака у Новом Замку.
Научник матрице авол Пареничка је награђен Националном наградом Војтецх Замаровскы за публицистику.
Матица словачка је добила званичну Потврду о оспособљености за истраживање и развој коју додељује Министарство просвете, науке, истраживања и спорта Републике Словачке.
Матица је крајем године обележила помен Словаку Јозефу Милославу Оршагу и Штефану Марку Дакснеру.
- 2023

Матица словачка 2023. наставља да обележава двестогодишњице породице Штуров, али и породице Бернолак. 2023. година проглашена је за 160 година од оснивања установе, ГОДИНЕ МАТИЦЕ СЛОВАЧКЕ. Поред тога, Матица обележава 1400. годишњицу Самоског царства и 1160. годишњицу доласка Ћирила и Методија у Велику Моравску и 30. годишњицу од успостављања независне Словачке Републике.
2023. године откривена је биста Штефана Болеслава Романа и објављена књига. Такође су приказани филмови у продукцији Информативног центра Матице о Франтишеку Фуги, Владимиру Хурбану, Томашу Червену, Сему Томашику и Имрицху Седлаку.
Матица Словачка обележила је јубилеје личности Амбра Питора, Мартина Чулена, Данијела Миниха, Јозефа Подхрадског, као и годишњице породице Бернолак и годишњицу смрти Антона Бернолака.
Матице је издала и брошуре за 160-те Матице за 80-те штампаре Неографије и књиге о Самјуелу Јурковичу и Петеру Келнер-Хостинском.
У Братислави је основана Галерија Матице словенске и ревитализовано је уметничко одељење Матице словенске.
Основана су два научна одељења: културно-филозофско одељење Матице словенске и словенско одељење Матице словачке.
Одржана је Свечана скупштина Матице словачке на којој је одобрен Програм Матице словачке и ажуриран Статут Матице словачке.
Објављено је неколико е-књига које су доступне бесплатно.
Званична делегација Матице словачке посетила је Матицу српску и Удружење књижевника Србије. На основу сарадње следеће године излази српско-словачки број часописа „SLOVENSKÉ POHĽADY“. Делегација је комуницирала са истакнутим личностима српске књижевне културе као што су Зоран Ђерић, Драган Станић, Селимир Радуловић (Летопис Матице српске), Зденка Валент Белић (Нови живот а преклад), Јела Маричевић, песник и критичар Ненад Шапоња, словачки писац Veselin Mišnić и Радомир Андрић, Видак М. Масловарић (Удружење књижевника Црне Горе) или словачки песник из Србије из Словачког издавачког центра Владимир Валентик и председник Матице словенске у Србији Бранислав Кулик.
- 2024

словачкаје Матице  2024. прогласила Годином словачких жена у националном покрету и такође објавила званичне логотипе за 80. годишњицу Словачког националног устанка, 100. годишњицу рођења Ладислава Тежког, 120. годишњицу рођења Ладислава Новомеског. 160. годишњица рођења Андреја Хлинке, годишњица породице Бернолак и творова.
Делегација Матице Словенске је 2024. године учествовала на прослави 160 година Матице Словенске у Љубљани. Словачку матрицу посетио је и амбасадор Словеније др. Станислав Рашчан.
Истакнути личности словачке науке Далимир Хајко, Рудолф Дупкала и Јосеф Леикерт изабрани су за почасне председнике Културно-филозофског одељења Матице, које води културолог Лукаш Перни.
Уметници Матице словенске излагали су своја дела у Стразбуру и Бриселу.  Матица словачкаје ступила је у сарадњу са Министарством иностраних послова Словачке Републике (Јурај Бланар).
Матице словачкао бележила годишњицу Матеја Бела (отварање спомен собе), 200. годишњицу рођења Мартина Чулена у Чаку (конференција), 150. годишњицу рођења Етеле Бохунове, 105. годишњицу смрти Милана Растислава Штефаника,] 85. годишњице тзв. Мали ратови, 30. годишњица Ладислава Мначека (комеморативни догађаји у Братислави[86] и конференција у Римавској Соботи; Матице словачкаје да овом приликом одликовала Јозефа Лајкерта за животни рад), 160. годишњицу рођења Јозефа Мургаша, 180. годишњица егзодуса породице Штуров из Братиславе у Левочу (позоришна представа, документарни филм) и успон породице Штуров на замак Девин (туристичко-едукативни наступ за студенте).
Матица је објавила и проширење изложбе Штуровци (рођен 1824), е-књигу о Данијелу Миничу, посебне радне свеске намењене школама на теме Семовог царства и Велике Моравске, породице Бернолак, Штуровци, историја Матице, Чехословачке легије и др.
- 2025

Словачка матица је учествовала у званичним посетама Србији (Архив Војводине, Српска матица, Архива Југославије) и Словенији (Словеначка матица, Универзитет у Љубљани, Форум словенских култура, Амбасада Словачке у Словенији). Године 2025. посетила је и Лужичких Срба (институцију Домовина, Лужички институт, парохије Хоџиј и Баћоњ) на позив Матице Лужичких.

## Председници Матице словачке
- Јур Хронец а Ладислав Новомескы1863-1869: Шћефан Мојзес (* 1797 – † 1869)
- 1870-1875: Јозеф Козачек (* 1807 – † 1877)
- Од 1919. године на челу Матице словачке била су четири председника:
- 1922-1930: Матуш Дула (* 1856 – † 1930)
- 1922-1930: Павол Орсаг Хвиездослав (* 1856 – † 1930)
- 1922-1930: Франћишек Рихард Освалд (* 1856 – † 1930)
- 1922-1930: Вавро Шробар (* 1856 – † 1930)
- 1922-1930: Јур Јаношка (* 1856 – † 1930)
- 1926-1943: Маријан Блаха (* 1869 – † 1943)
- 1931-1939: Јан Ванович (* 1856 – † 1942)
- 1931-1949: Јозеф Орсаг (* 1883 – † 1949)
- 1945-1954: Јур Хронец (* 1881 – † 1959)
- 1945–1950. и 1968–1974. председник МС, 1974–1976. почасни председник: Лацо Новомески(* 1904 – † 1976)
- Почев од 1968. на челу Матице словачке је један председник:
- 1974-1990: Владимир Минач (* 1922 – † 1996)
- 1990: Вилијам Јан Груска (* 1936 – † 2019)
- 1990-2010: Јозеф Маркуш (* 1944)
- 2010-2017: Маријан Ткач (* 1949)
- з 2017: Маријан Гешпер (* 1980)

## Оснивање Матице словачке у Југославији
Услед продубљивања контаката између Словака у Југославији и Словачке родила се идеја да се оснује Матица словачка у Југославији, што је омогућено захваљујући прилозима за оснивање Матице словачке у Југославији још пре него што је она основана од стране Словака из Кулпина, Бачког Петровца, Новог Сада, Падине, Пивница, Ковачице и других села у којима су живели Словаци. Приликом оснивања Матице словачке у Југославији у Бачком Петровцу 18. маја 1932. године било је 132 оснивача и 360 редовних чланова, а за првог председника изабран је др. Јан Булик.

### Циљеви
Развијати, испољавати и унапређивати колективна права Словака у Србији; испољавање, очување, гајење народног идентитета и свести Словака у области просвете, школства, науке, културе и уметности, издавачке делатности и јавног информисања; залагање за доследно остваривање Уставом, законом и међународним конвенцијама одређених мањинских права у пракси; успостављање, развијање и учвршћивање сарадње са другим, одговарајућим друштвеним организацијама, институцијама и удружењима у земљи и иностранству.

### Активности
План и Програм рада доноси Скупштина Матице словачке у Југославији и предузима мере за њихово остваривање: организовање разноврсних делатности из области просвете, школства, науке, културе и уметности; смотре из свих области делатности југословенских Словака; организовање Словачких народних свечаности у Бачком Петровцу сваке године, као облика учвршћивања народне припадности; путем средстава јавног информисања (радио, ТВ, штампа) Матица словачка у Југославији информише припаднике словачке народне мањине о својим делатностима, о збивањима у друштвеном животу како у земљи, тако и у Словачкој републици .

### Матица словачка у Србији
Постоји предлог да се Матица словачка у Југославији преименује у Матица словачка у Србији и овај предлог је у међувремену у употреби и озваничен је.